# بيتوج
بتوي (بالسلوفينية: Ptuj) هي مستوطنة تقع في سلوفينيا في ستيريا. يقدر عدد سكانها بـ 17,972 نسمة ومساحتها 25.6 كم2 .

## المدن التوأمة
مدن أراندجيلوفاتس، Saint-Cyr-sur-Loire وبورغهاوزن هي مدن توأمة لبتوي.

## معرض صور

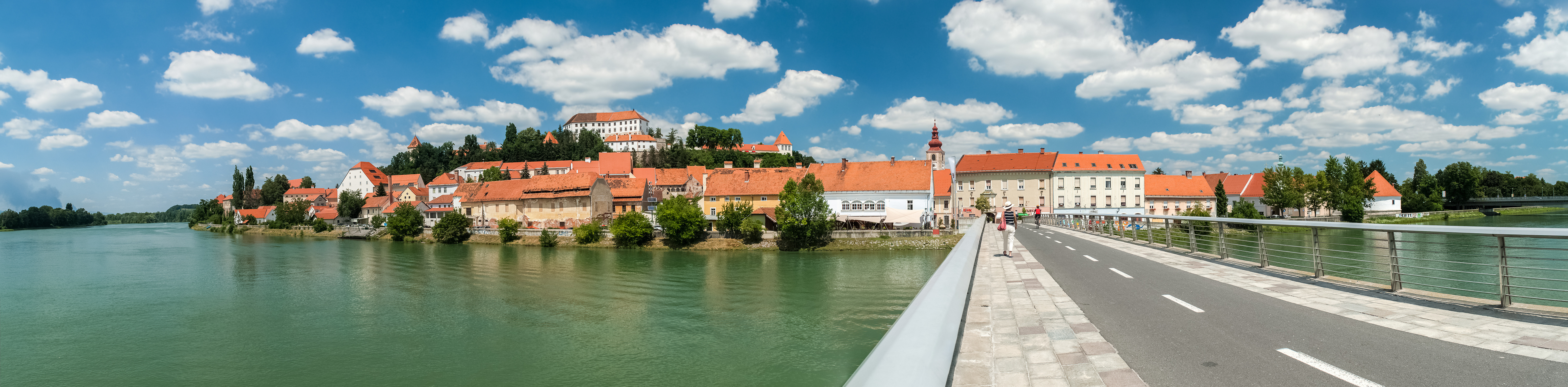
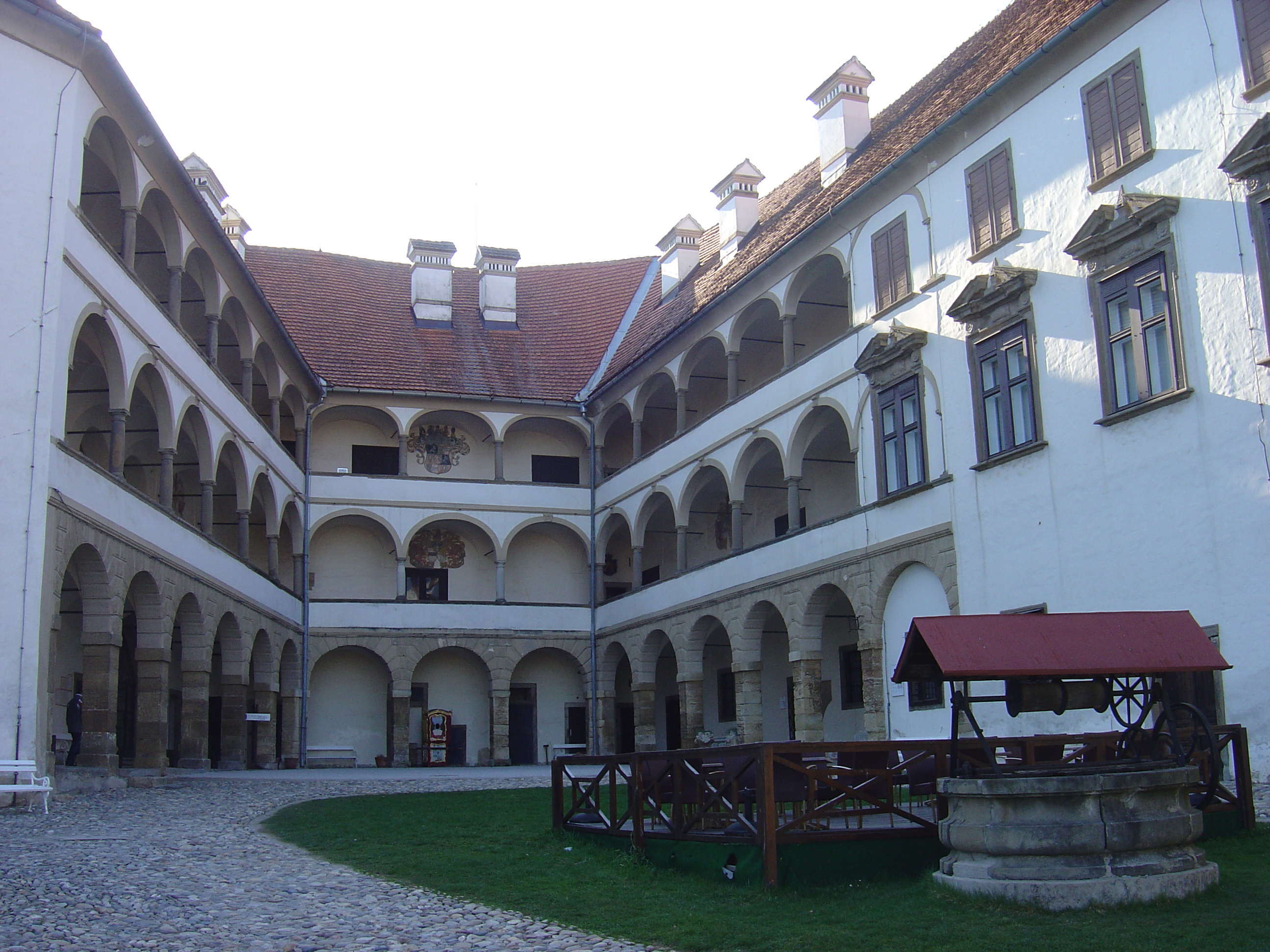
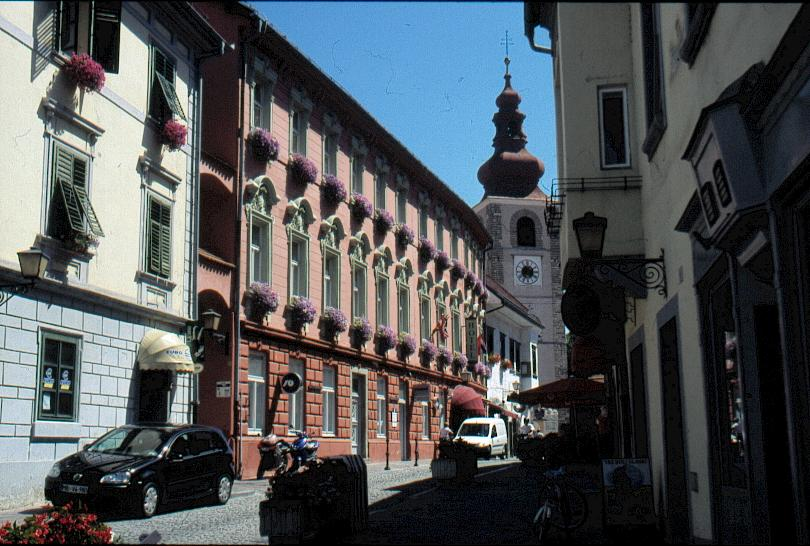
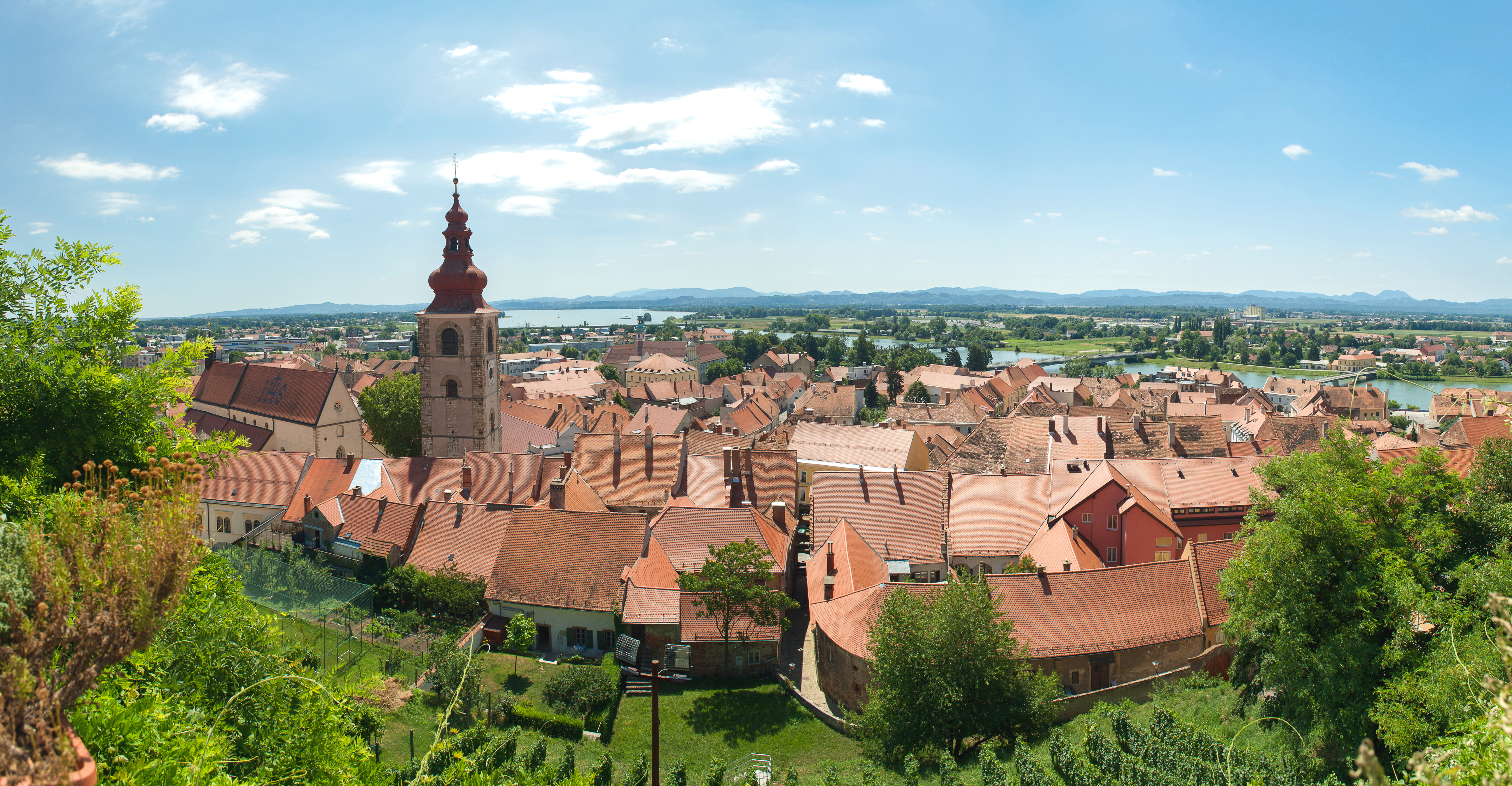

## أعلام
- لويغي كازيمير
- لوكا كرانك
- بلاج رولا
- يوري بيلكو
- زدينكو فيردينيك